# Мастер-джем-фест
Мастер-Джем Фест (Master-Jam Fest) — международный фестиваль-конкурс джазового импровизационного мастерства. Отборочный этап проходит в интернете, финал — в формате джем-сейшн в различных джазовых стилях (мейнстрим, латиноамериканский джаз, джазовая баллада, фьюжн, джаз-рок (или фанк).
Первый финал фестиваля проходил в Одессе с 5 по 8 июня 2013, где встретились более 40 импровизаторов из 16 стран мира.
По данным официального сайта фестиваля на 21 января 2013 года участниками отборочного онлайн-этапа фестиваля-конкурса стало более 270 импровизаторов из 41 страны.

## Жюри первого сезона фестиваля
- джазовые эксперты и педагоги Владимир Фейертаг, Елена Шевченко, Кирилл Мошков, Михаил Митропольский, Николай Голощапов[2][3],
- телеведущий, журналист и культуролог Феликс Кохрихт,
- джазовые исполнители Анатолий Кролл, Андрей Мачнев, Владимир Тарасов[4], Bernard Struber, Валерий Гроховский, а также ценители джаза.
- Председатель жюри Master-Jam Fest 2013 — Анатолий Кролл.
- Автор и продюсер проекта — создатель «Джаз-карнавала» в Одессе Михаил Фрейдлин[5].
- Председатель оргкомитета фестиваля-конкурса — Елена Ханга[6].

## Лауреаты первого сезона Master-Jam Fest 2013
- Обладателем Гран-при стал 9-летний вундеркинд из Индонезии Joey Alexander Sila.
- Фортепиано — Алексис Бош (Alexis Bosch, Куба, Гавана) и Алексей Петухов (Украина, Одесса)
- Бас — Рубен Рамос Медина (Ruben Ramos Medina, Панама)
- Ударные — Дзисси Гарсиа (Yissy Garcia, Куба, Гавана)
- Саксофон — Эрнан Джей Родригес (Hernan Jay Rodriguez, США, Нью-Йорк) и Олег Великанов (Россия, Ростов-на-Дону)
- Труба — Роберто Гарсиа (Roberto Garcia, Куба, Гавана) и Доминик Фусс (Dominik Fuss, Австрия, Вена)
- Тромбон — Моран Барон (Moran Baron, Израиль, Мааган-Михаэль) и Одей аль-Магут (Odei Al-Magut, Нидерланды, Амстердам).
- Гитара — Меир Бен-Михаэль (Meir Ben Michael, Израиль, Тель-Авив) и Джордж Ставрулакис (George Stavroulakis, Греция, Афины)
- Вокал — Тамара Лукашева (Украина, Одесса)
- Этно- и другие инструменты: губная гармонь — Борис Плотников (Россия, Екатеринбург), перкуссия (дарбука) — Виссам Аррам (Wissam Arram, Израиль, Хайфа), флейта — Нелли Манукян (Армения, Ереван)[7]